# ダン・エドワーズ
ダン・エドワーズ（Dan Edwards、2003年5月7日 - ）は、ウェールズのラグビーユニオン選手。ユナイテッド・ラグビー・チャンピオンシップのオスプリーズに所属している。

## 経歴
ウェールズのクマファンRFC、スウォンジー・バレーを経る。
2021年、オスプリーズに加入。2021-22シーズンのユナイテッド・ラグビー・チャンピオンシップ第6節のスカーレッツ戦でデビューし、トライを決めた。アベラヴォンRFC、スウォンジーRFCに、レンタル移籍もした。
2022年・2023年ともU20ウェールズ代表に選ばれ、U20シックス・ネーションズに出場。
2025年1月31日、 ウェールズ代表としてシックス・ネイションズ開幕戦のフランス代表戦に控えから出場し、代表初キャップを獲得した。